# DTour
DTour (anciennement TVTropolis) est une chaîne de télévision canadienne spécialisée de catégorie A de langue anglaise lancée le 17 octobre 1997 et appartenant à Corus Entertainment.

## Histoire

Logo de Prime TV utilisé jusqu'en 2006.

Après avoir obtenu sa licence auprès du CRTC en 1996, Canwest a lancé Prime, le 17 octobre 1997, un service spécialisé s'adressant surtout aux cinquante ans et plus. Par contre, la chaîne ne fait aucune référence à son auditoire cible, s'identifiant comme un réseau de divertissement canadien.
On retrouvait de nombreuses séries classiques telles que The Golden Girls, M*A*S*H, All in the Family, The Cosby Show et Newhart. Lors du lancement à l'automne 2001 de DejaView (aussi propriété de Canwest) spécialisé dans les séries des années 1960, 1970 et 1980), Prime s'est concentré sur les séries des années 1980 et 1990 ainsi que des rediffusions d'émissions diffusées sur Global.

Logo de TVtropolis, utilisé de 2006 à 2013.

Le 1er juin 2006, Prime devient TVtropolis, en se concentrant d'abord sur les sitcoms et drames des années 1980 et 1990 tels que Seinfeld et Beverly Hills 90210 ainsi que des séries s'adressant à la pop culture télévisuelle. Au cours des années, la chaîne a délaissé les sitcoms et drames au profit des téléréalités, jeux télévisés, émissions sur le style de vie, et beaucoup moins sur la pop culture.
Sous les dettes, Shaw Communications fait l'acquisition de CW Media le 27 octobre 2010 et TVtropolis fait maintenant partie de Shaw Media.
La programmation est basée principalement sur les sitcoms et des rediffusions d'émissions style de vie produites par Slice (aussi propriété de Shaw Media) afin de remplir son quota quotidien de contenu canadien.
La chaîne opérait aussi depuis ses débuts un signal pour l'ouest canadien décalé de trois heures, qui a pris fin le 24 août 2012.
Le 14 janvier 2013, Shaw Media achète les parts de 33,3 % de Rogers, approuvé par le CRTC le 11 juin 2013.
Le 5 juin, Shaw Media annonce le lancement de la chaîne Dtour pour le 26 août 2013 et qui diffusera des émissions provenant principalement de la chaîne américaine Travel Channel (qui appartient à Scripps Networks Interactive, dont Shaw Media fait déjà partenariat pour Food Network, HGTV et DIY) alors que la programmation rétro de TVtropolis se retrouve sur la chaîne DejaView. Une version haute définition a été lancée une semaine plus tard, le 5 septembre.
Depuis le 1er avril 2016, Shaw Media appartient désormais à Corus Entertainment.
En 2023, la programmation tourne autour des téléréalités diffusées sur Travel Channel n'a rien à voir avec les voyages, dont Mountain Monsters (en), Portals to Hell (en) ou Ghost Adventures, et boucle son quota de contenu canadien quotidien avec des rediffusions de Border Security: Canada's Front Line (en).
La chaîne et cet accord de programmation n'ont pas été affectés par la perte des droits sur la plupart des Warner Bros. Discovery de style de vie et marques factuelles à Rogers Sports & Media à la fin de 2024.

## Programmation
- Adam Richman's Fandemonium
- Airport 24/7: Miami (en)
- Amazing Eats (en)
- Best Daym Takeout
- Bizarre Foods America (en)
- Bizarre Foods with Andrew Zimmern (en)
- Burger Land (en)
- The Dead Files (en)
- Dig Wars
- Disaster DIY (en)
- Eat St. (en)
- Extreme RVs
- Hotel Impossible (en)
- Insane Coaster Wars (en)
- Live Here, Buy This
- Massive Moves
- Monumental Mysteries (en)
- Mother of the Bride
- Museum Secrets (en)
- Mysteries at the Museum
- Pitchin' In
- Rock My RV With Bret Michaels
- Sand Masters (en)
- State Fair Foods
- Street Eats
- Sturgis: Cops
- Trip Flip
- Ultimate Travel: Killer Beach Houses
- Xtreme Waterparks
- Weird or What? (en)
- World's Weirdest Restaurants (en)